# Arcofacies truncatipennis
Arcofacies truncatipennis är en insektsart som beskrevs av Ronald Gordon Fennah 1975. Arcofacies truncatipennis ingår i släktet Arcofacies och familjen sporrstritar.
Artens utbredningsområde är Sri Lanka. Inga underarter finns listade i Catalogue of Life.